# Барон Кингсэйл
Барон Кингсэйл (англ. Baron Kingsale) — наследственный титул в системе Пэрства Ирландии. Он был создан в XIII веке, возможно, в 1223 году, хотя другие источники указывают на другие даты. Первая креация титула была только на бумаге. Титул барона Кингсэйла был официально подтверждён жалованной грамотой от 1397 года. Нумерация баронов различна, некоторые источники включают древних владельцев титула, а другие начинают с баронов, подтверждённых грамотами.
Барон Кингсэйл имеет феодальные титулы лорд Курси и лорд Рингрон, вероятно, созданные в XII веке. Некоторые источники утверждают, что барон имеет право носить шляпу в присутствии монарха. С этим не согласно одиннадцатое издание энциклопедии «Британника», которая заявляет, что эта история «легенда с историческим фоном».

## Бароны Кингсэйл (ок. 1223)
- ок. 1223 — ок. 1230: Майлз де Курси, 1-й барон Кингсэйл (умер ок. 1230)
- ок. 1230 — ок. 1260: Патрик де Курси, 2-й барон Кингсэйл (умер ок. 1260)
- ок. 1260 — ок. 1290: Николас де Курси, 3-й барон Кингсэйл (умер ок. 1290)
- ок. 1290 — ок. 1302: Эдмунд де Курси, 4-й барон Кингсэйл (умер ок. 1302)
- ок. 1302 — ок. 1303: Джон де Курси, 5-й барон Кингсэйл (умер ок. 1303)
- ок. 1303 — ок. 1338: Майлз де Курси, 6-й барон Кингсэйл (умер ок. 1338)
- ок. 1338—1358: Майлз де Курси, 7-й барон Кингсэйл (умер 1358)
- 1358 — ок. 1387: Джон де Курси, 8-й барон Кингсэйл (умер ок. 1387)
- ок. 1387 — ок. 1410: Уильям де Курси, 9-й барон Кингсэйл (умер ок. 1410), подтверждён в качестве барона Кингсэйла грамотой от 1397 года.

## Бароны Кингсэйл (1397)
- 1397 — ок. 1410: Уильям де Курси, 9-й барон Кингсэйл (умер ок. 1410), сын Джона де Курси, 8-го лорда Кингсэйла
- ок. 1410 — ок. 1430: Николас де Курси, 10-й барон Кингсэйл (умер ок. 1430), сын предыдущего
- ок. 1430 — ок. 1460: Патрик де Курси, 11-й барон Кингсэйл (умер ок. 1460), дядя предыдущего
- ок. 1460—1476: Николас де Курси, 12-й барон Кингсэйл (умер 1476), сын предыдущего
- 1476 — ок. 1499: Джеймс де Курси, 13-й барон Кингсэйл (умер ок. 1499), старший сын предыдущего
- ок. 1499 — ок. 1505: Эдмонд де Курси, 14-й барон Кингсэйл (умер ок. 1505), сын предыдущего
- ок. 1505 — ок. 1520: Давид де Курси, 15-й барон Кингсэйл (умер ок. 1520), дядя предыдущего
- ок. 1520—1535: Джон де Курси, 16-й барон Кингсэйл (умер 1535), старший сын предыдущего
- 1535—1599: Джеральд де Курси, 17-й барон Кингсэйл (умер 1599), единственный сын предыдущего
- 1599—1628: Джон де Курси, 18-й барон Кингсэйл (умер 25 июля 1628), сын Эдмонда «Ога» де Курси и внук Эдмонда фиц Дэвида де Курси, правнук Дэвида де Курси, 15-го барона Кингсэйла
- 1628—1642: Джеральд де Курси, 19-й барон Кингсэйл (умер 1642), старший сын предыдущего
- 1642—1663: Патрик де Курси, 20-й барон Кингсэйл (умер 1663), младший брат предыдущего
- 1663—1667: Джон де Курси, 21-й барон Кингсэйл (умер 16 мая 1667), сын предыдущего
- 1667—1669: Патрик де Курси, 22-й барон Кингсэйл (ок. 1660—1669), старший сын предыдущего
- 1669—1720: Альмерикус де Курси, 23-й барон Кингсэйл (ок. 1664 — 9 февраля 1720), младший брат предыдущего
- 1720—1759: Джеральд де Курси, 24-й барон Кингсэйл (1700 — 1 декабря 1759), сын Майлза де Курси и внук Патркиа де Курси, 20-го барона Кингсэйла
- 1759—1776: Джон де Курси, 25-й барон Кингсэйл (ок. 1717 — 3 марта 1776), сын Майкла де Курси (ум. ок. 1724), внук Энтони де Курси (ум. 1727)
- 1776—1822: Джон де Курси, 26-й барон Кингсэйл (умер 24 мая 1822), старший сын предыдущего
- 1822—1832: Преподобный Томас де Курси, 27-й барон Кингсэйл (10 января 1774 — 25 января 1832), сын предыдущего
- 1832—1847: Джон Стэплтон де Курси, 28-й барон Кингсэйл (17 сентября 1805 — 7 января 1847), старший сын капитана достопочтенного Майкла де Курси (ум. 1813), племянник предыдущего
- 1847—1865: Джон Константин де Курси, 29-й барон Кингсэйл (5 ноября 1827 — 15 июня 1865), старший сын предыдущего
- 1865—1874: Майкл Конрад де Курси, 30-й барон Кингсэйл (21 декабря 1828 — 15 апреля 1874), младший брат предыдущего
- 1874—1890: Полковник Джон Фицрой де Курси, 31-й барон Кингсэйл (30 марта 1821 — 20 ноября 1890), единственный сын подполковника Джеральда де Курси (ум. 1848), внук 26-го лорда Кингсэйла
- 1890—1895: Майкл Уильям де Курси, 32-й барон Кингсэйл (29 сентября 1822 — 16 ноября 1895), сын преподобного Майкла де Курси (1787—1860), внук адмирала Майкла де Курси (ум. 1824), правнук Джона де Курси, 25-го барона Кингсэйла
- 1895—1931: Майкл Константин де Курси, 33-й барон Кингсэйл (8 мая 1855 — 24 января 1931), старший сын предыдущего
- 1931—1969: Майкл Уильям Роберт де Курси, 34-й барон Кингсэйл (26 сентября 1882 — 7 ноября 1969), старший сын предыдущего
- 1969—2005: Джон де Курси, 35-й барон Кингсэйл (27 января 1941 — 15 сентября 2005), сын лейтенанта коммандера достопочтенного Майкла Джона Ранчи де Курси (1907—1940), внук предыдущего
- 2005 — настоящее время: Невинсон Марк де Курси, 36-й барон Кингсэйл (род. 11 мая 1958), сын Невинсона Рассела де Курси (1920—1999), внук Невинсона Уильяма де Курси (1869—1919), правнук полковника Невинсона Уиллоуби де Курси (1823—1885)
  - Наследник титула: Джозеф Кеннет Чарльз де Курси (род. 13 декабря 1955), старший сын Кеннета Хью де Курси (1909—1999), внук преподобного Стивена де Курси (1869—1911), правнук Стивена де Курси (1825—1919), родственник предыдущего
    - Наследник наследника: Патрик Майлз Хью де Курси (род. 1993), единственный сын предыдущего.